# Parafia Najświętszej Marii Panny Wniebowziętej w Zbąszyniu
Parafia NMP Wniebowziętej w Zbąszyniu – rzymskokatolicka parafia w Zbąszyniu, należy do dekanatu zbąszyńskiego. 
Kościół parafialny późnobarokowy zbudowany 1779–1796 według projektu Karola Marcina Frantza, remontowany po pożarze 1850, z tego czasu wieże. Z 1957 roku pochodzi polichromia autorstwa Stanisława Szukały. Od XVI wieku parafia dysponowała biblioteką, która z czasem rozrosła się do 700 tomów; jej zbiory uległy rozproszeniu w XIX wieku. 